# Bảo Tính
Bảo Tính (zm. 1034) – wietnamski mistrz thiền ze szkoły vô ngôn thông.

## Życiorys
Pochodził z Chu Minh. Jego rodzinnym imieniem było Nghiêm. Jeszcze dzieciństwie przyjaźnił się Minhem Tâmem i razem zostali mnichami. Był uczniem i zarazem służącym mistrza Địnha Hươnga, razem z Viênem Chiếu i Minhem Tâmem. 
Po osiągnięciu oświecenia i otrzymaniu przekazu Dharmy wędrował razem z Minhem Tâmem nauczając. Razem stali się wiodącymi postaciami społeczności buddyjskiej. Obaj zbierali także rozproszone pieśni i wiersze Viêna Chiếu i wydali je. 
Obaj poświęcili się śpiewaniu Sutry Lotosu, co kontynuowali przez piętnaście lat. Żyli i nauczali w świątyni Cảm Ứng na górze Bà Sơn w prefekturze Thiên Phúc. 
Czwartego miesiąca siódmego roku okresu Thiên Thành, czyli w 1034 r., zostali zaproszeni na dwór cesarski, gdzie zorganizowano wielkie zgromadzenie w celu objaśniania sutr. Podczas tego spotkania weszli w samadhi świecącego ognia i spłonęli. Resztki ich kości zostały przetworzone w siedem rodzajów klejnotów. Z rozkazu cesarza zostały one umieszczone w klasztorze Trường Thánh. Cesarz nakazał także zmianę nazwy świątyni na Nguyên Thông Tự Tháp.

## Linia przekazu Dharmy zen
Pierwsza liczba oznacza liczbę pokoleń mistrzów od 1 Patriarchy indyjskiego Mahakaśjapy.
Druga liczba oznacza liczbę pokoleń od 28/1 Bodhidharmy, 28 Patriarchy Indii i 1 Patriarchy Chin.
Trzecia liczba oznacza początek nowej linii przekazu w danym kraju.
- 33/6. Huineng (638-713)
  - 34/7. Nanyue Huairang (677-744) szkoła hongzhou
    - 35/8. Mazu Daoyi (707-788)

  - 36/9. Baizhang Huaihai (720-814)
    - 37/10/1. Vô Ngôn Thông (759-826) Wietnam - szkoła vô ngôn thông
      - 38/11/2. Cảm Thành (zm. 860)
        - 39/12/3. Thiện Hội (zm. 900)
          - 40/13/4. Vân Phong (zm. 956)
            - 41/14/5. Khuông Việt (933-1011)
              - 42/15/6. Đa Bảo (zm. po 1028)
                - 43/16/7. Định Hương (zm. 1051)
                  - 44/17/8. Viên Chiếu (999-1090)
                    - 45/18/9. Thông Biện (zm. 1134)
                      - 46/19/10. Biện Tâi (bd)
                      - 46/19/10. Đạo Huệ (zm. 1173)
                        - 47/20/11. Tịnh Lực (1112–1175)
                        - 47/20/11. Trí Bảo (zm. 1190)
                        - 47/20/11. Trường Nguyên (1110–1165)
                        - 47/20/11. Minh Trí (zm. 1196)
                          - 48/21/12. Quảng Nghiêm (1122–1190
                            - 49/22/13. Thường Chiếu (zm. 1203)
                              - 50/23/14. Thông Thiền (zm. 1228) laik
                                - 51/24/15. Tức Lự (bd)
                                  - 52/25/16. Ứng Vương (bd) laik

                              - 50/23/14. Thần Nghi (zm. 1216)
                                - 51/24/15.. Ẩn Không (bd)

                        - 47/20/11. Tín Học (zm. 1190)
                        - 47/20/11. Tịnh Không (1091–1170)
                        - 47/20/11. Dại Xả (1120–1180)

                  - 44/17/8. Cứu Chỉ
                  - 44/17/8. Bảo Tính (zm. 1034)
                  - 44/17/8. Minh Tâm (zm. 1034)

                - 43/16/7. Thiền Lão
                  - 44/17/8. Quảng Trí
                    - 45/18/9. Mãn Giác (1052–1096)
                      - 46/19/10. Bổn Tịnh (1100–1176)

                    - 45/18/9. Ngộ Ấn (1020–1088)